# Luisa Alberca
María Luisa Alberca Lorente (Alcázar de San Juan, provincia de Ciudad Real, 9 de agosto de 1920-Logroño, La Rioja, 25 de octubre de 2006) fue una popular escritora española de novelas y guiones radiofónicos (algunos en colaboración con el famoso escritor radiofónico Guillermo Sautier Casaseca), entre 1950 y 1974, que también escribió adaptaciones para obras de teatro y cine, aunque con menor éxito. Fue tía del locutor de radio José Luis Pécker, padre de los periodistas Beatriz  y Carlos Pécker. Era hermana del  catedrático de psiquiatría Román Alberca Lorente.

## Biografía
María Luisa Alberca Lorente nació el 9 de agosto de 1920 en Alcázar de San Juan como la menor de cinco hermanos de Manuel Alberca Mazuecos y Eloina Elisa Lorente Asenjo, que quedaron huérfanos de madre cuando ella contaba cuatro años. Tras el matrimonio de sus hermanos, su padre y ella se trasladaron a Madrid. Entre 1930 y 1934 vivió en Alicante con su hermana Isabel. Allí estudió en la Escuela Profesional de Comercio, carrera que terminó luego en la Escuela Central Superior de Comercio de Madrid. Estudió Peritaje Mercantil.
Al terminar la Guerra Civil, ingresó en 1941 como administrativa en el Ejército del Aire. El 3 de julio de 1943 contrajo matrimonio con su compañero de trabajo Juan José Bretón Fernández, un funcionario natural de Nájera, con quien tuvo dos hijas, María Elisa y Elvira, nacidas en 1944 y 1948 respectivamente. Salvo un breve periodo de excedencia, permaneció como funcionaria de la administración civil del estado hasta que se jubiló en junio de 1986.

"Me ejercitaba en la mecanografía copiando cuentos. Y entonces se me ocurrió que, en lugar de copiar ajenos, podía hacerlos propios. Probé, me pareció que tenía cierta facilidad para estas intervenciones y ya seguí después escribiendo."
Luisa Alberca

Por entonces leía bastante a Concha Espina y publicó sus primeros relatos en los semanarios Domingo, Letras y Siluetas, algunos de ellos con ilustraciones de Lorenzo Goñi. En 1946 un cuento suyo, Renunciación, firmado como Luisina Alberca, fue incluido por Federico Carlos Sainz de Robles en su antología Cuentistas españolas contemporáneas (Madrid: Aguilar, 1946), junto con otra veintena de autoras. Se presentó además al premio Café Gijón con el cuento Cedros sombríos y al Premio Hucha de oro con El negativo. También trabajó en una adaptación cinematográfica de La rosa del azafrán para un concurso. Su primera novela Patricia Rilton (1950), quedó entre las finalistas del Premio Nadal, y en otras dos ocasiones sus obras fueron seleccionada para el mismo (Perjurio, por ejemplo).
Cuando se presentó al concurso de guiones radiofónicos la Cadena SER "Tu carrera es la radio" conoció al también candidato Guillermo Sautier Casaseca, con quien comenzaría a colaborar poco después. Su primera y más conocida obra en colaboración fue la radionovela Lo que no muere (1952), que marcó el pistoletazo de salida para un género extremadamente popular presente en la vida cotidiana de los españoles durante cerca de tres décadas y muy influyente en la denominada educación sentimental de las generaciones marcadas por el ambiente represivo del franquismo y el escapismo que producía ese tipo de cultura popular. Cuando fue publicada como novela vendió 200.000 ejemplares en pocos días. Fue además estrenada en teatro el 7 de agosto de 1953 en el Romea de Barcelona, y en cine en 1955 como Lo que nunca muere dirigida por Julio Salvador, interpretada por Conrado San Martín y Vira Silenti. Más tarde elaboraría otras novelas que luego adaptaría al serial, como Turismo a París, que se convirtió en Amor en París, publicada en 1959 por la editorial Pentágono.
En 1958 la editorial REM publicó su cuento para niños Los mensajeros del diablo. Un par de años antes había declarado sentirse muy satisfecha de su novela La última dicha y que le hubiera gustado escribir La montaña mágica de Thomas Mann. El manantial, de Ayn Rand, era la novela que más veces había leído, según confesó a la prensa, y admiraba también la obra literaria de escritoras como Carmen Laforet, Elena Quiroga y Ana María Matute.
Sin embargo Luisa Alberca era consciente de que su dedicación a los seriales radiofónicos suponía un hándicap para su carrera literaria, y lo declaró en una entrevista de enero de 1961 concedida a Hoja del Lunes de Madrid:

Yo tenía otros sueños... En el fondo sigo con ellos, por aquello de que desistir es lo último. Pero sé que ahora me será más difícil realizarlos. La fama de los seriales perjudica cuando una quiere escribir otro género. Es imposible ser imparciales a la hora de juzgar...
Luisa Alberca

Declaró que tomaba sus personajes de la vida misma, y que a muchos los conocía y trataba, por ejemplo a los de su novela Un arrabal junto al cielo. También afirmaba que un serial de cuarenta capítulos tardaba en escribirlo quince o veinte días, trabajando en él seis u ocho horas diarias. Sentía cierta predilección por el diálogo y procuraba conjugar en todo momento intriga, pasión y entretenimiento. Además de guiones de seriales radiofónicos y novelas populares, también probó con el teatro: algunos de sus seriales radiofónicos con Sautier se adaptaron a la escena, bien con escaso éxito, como La dama de verde y La segunda esposa, que sufrieron la enemiga del crítico Alfredo Marqueríe, bien con mejor fortuna, como En nombre del hijo y La casa del odio. Colaboró además con el escritor alicantino Fernando Martínez Beltrán, con quien escribió las piezas teatrales La mujer de cristal y Sin celda, representadas en diferentes localidades catalanas, la segunda con bastante éxito. 
A principios de los sesenta Alberca y Sautier pusieron fin a sus colaboraciones radiofónicas, porque Sautier recurrió a Rafael Barón Valcárcel cuando ambos consiguieron el memorable éxito de Ama Rosa. Tras su paso por la SER, Alberca comenzó a escribir como independiente para La Voz de Madrid, emisora cabecera de la Red de Emisoras del Movimiento (REM). En esta cadena uno de sus grandes éxitos fue Palabras en la tierra, texto que a petición de sus oyentes fue editado en formato de libro. La escritora mantuvo estas colaboraciones radiofónicas hasta los años sesenta del pasado siglo, adaptando para las ondas más de cincuenta novelas. Por entonces empezó a colaborar en los guiones de su sobrino José Luis Pécker.
Jubilada desde 1986, falleció a los 86 años, el 25 de octubre de 2006 en Logroño, La Rioja.

## Obras
| - Patricia Rilton (1950) - Palabras en la tierra (1957) - Detrás está la vida (1958) - Los mensajeros del Diablo (1958) - Pleito de amor (1958) - Amor en París (1959) - El camino más sencillo (1960) - La otra justicia (1960) - Amor y egoísmo (1962) - Cera fundida (1962) - Fijaos en los lirios (1963) - Pacto peligroso (1964) - Dina (1965) - La isla de Adriana: Tomo I (1965) - La isla de Adriana: Tomo II (1965) - El camino solitario: Tomo I (1966) - El camino solitario: Tomo II (1966) - Sombras de muerte (1966) - Campo de sangre (1967) - Oculto destino (1967) - El cielo que nunca vi (1973) - Drogas y amor (1974) - Al regresar de las nubes - Al regresar de las sombras - Amanecer sombrío - A pecho descubierto - Caída del cielo - Claudia y sus demonios - Como lluvia sobre tierra seca - Destino - Duelo por un mito - El hogar enemigo - El hombre de las dos caras - El juego de la muerte - Esplendor y miseria - Frente a la vida - Hambre de paz - Huellas de una vida - La casa del odio - La chica del violín - La estatua de ceniza - La forastera - La herencia del tío Manolo - La justicia del inocente - La muchacha del bañador rojo - La promesa de Santa Gúdula - La razón de cada uno - La segunda verdad - La silla vacía - Larga noche de una duda - Las fronteras del mundo - Las garras del chantaje - Náufragos en la noche - Noche sin aurora - Palabras en la tierra - Perjurio - Persuasión - Río de pasiones - Se ha perdido una estrella - Siempre amanece - Sucedió en Berna - Una mujer llamada fantasía - Una mujer vuelve a su mundo - Yo soy mi voluntad | - Lo que nunca somos (1952) - La sangre es roja (1953) - Lo que no muere (1953), adaptado al teatro y al cine con el título de Lo que nunca muere - Se abren las nubes (1953) - Un arrabal junto al cielo (1953) - La casa del odio (1954) - La última dicha (1954) - Llamas de redención (1954) - Y doblaron las campanas (1954) - …Y creó la nada (1955) - La muerte está al aparato (1955) - La segunda esposa (1955) - En nombre del hijo… (1957) - La dama de verde (1958) - Historia de un amor (1964) - Historia de un hombre (1964) - Historia de una mujer (1964) - Los que morimos (1968) - Extraño poder (1969) - El derecho de los hijos - El serial de las 8:30 - La cara del diablo - La segunda esposa - Los ángeles tienen alas - Rosa María | - La luna se asoma al sótano. - La mujer de cristal. - No hay luz en la casa de enfrente. |